# Democritus (cráter)

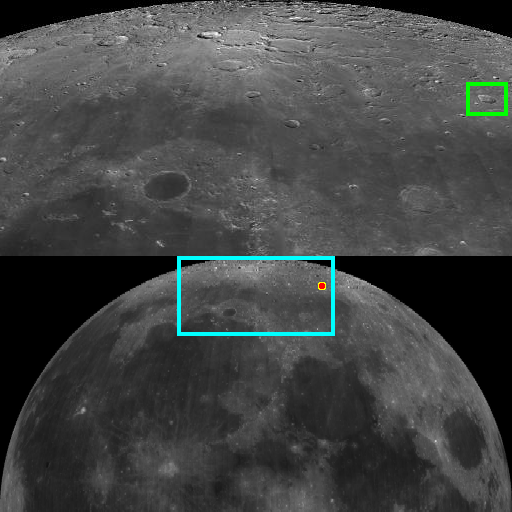
Localización del cráter Democritus sobre el globo lunar

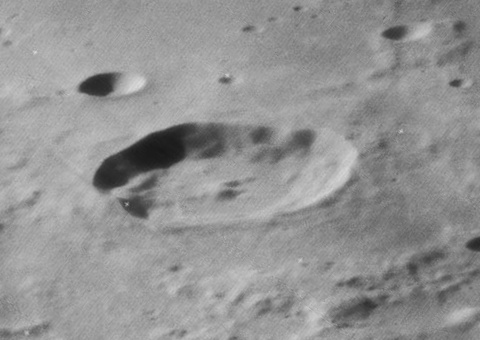
Fotografía de la misión Lunar Orbiter 4 (1967)

Demócrito es un cráter de impacto que se encuentra en la parte norte de la Luna, justo al norte del Mare Frigoris. Al sur de Demócrito se sitúa el cráter inundado de lava Gärtner, que forma una bahía en el mar lunar. Directamente al norte se halla el cráter Arnold, otra formación inundada de lava.
El borde de Demócrito es generalmente afilado y muestra pocos signos de erosión. No constituye un círculo del todo, con protuberancias hacia el exterior que le dan una forma ligeramente irregular. Las paredes interiores tienen terrazas simples o dobles que conducen a un suelo interior relativamente plano. Cerca del punto medio del cráter aparece un pequeño pico central.
El cráter lleva el nombre del filósofo griego Demócrito. Como muchos de los cráteres de la cara visible de la Luna, el nombre le fue adjudicado por Giovanni Riccioli, cuya nomenclatura se ha convertido en una referencia del sistema de 1.651 nombres. Los primeros cartógrafos lunares le habían asignado diferentes nombres a este cráter: en su mapa de 1645, Michael van Langren lo denomina "Alfonsi IX Reg. Cast." en honor de Alfonso IX de León, y Johannes Hevelius lo referenció como "Mons Bontaş".

## Cráteres satélite
Por convención estos elementos son identificados en los mapas lunares poniendo la letra en el lado del punto medio del cráter que está más cerca de Demócrito.
|            | \| Democritus \| Coordenadas \| Diámetro \| \| ---------- \| ---------------------------- \| -------- \| \| A \| 61°36′N 32°24′E / 61.6, 32.4 \| 11 km \| \| B \| 60°06′N 28°36′E / 60.1, 28.6 \| 12 km \| \| D \| 62°54′N 31°12′E / 62.9, 31.2 \| 8 km \| \| K \| 63°06′N 40°42′E / 63.1, 40.7 \| 7 km \| \| L \| 63°24′N 39°42′E / 63.4, 39.7 \| 18 km \| \| M \| 63°36′N 37°06′E / 63.6, 37.1 \| 5 km \| \| N \| 63°36′N 34°18′E / 63.6, 34.3 \| 16 km \| |          |
| Democritus | Coordenadas | Diámetro |
| A          | 61°36′N 32°24′E / 61.6, 32.4 | 11 km    |
| B          | 60°06′N 28°36′E / 60.1, 28.6 | 12 km    |
| D          | 62°54′N 31°12′E / 62.9, 31.2 | 8 km     |
| K          | 63°06′N 40°42′E / 63.1, 40.7 | 7 km     |
| L          | 63°24′N 39°42′E / 63.4, 39.7 | 18 km    |
| M          | 63°36′N 37°06′E / 63.6, 37.1 | 5 km     |
| N          | 63°36′N 34°18′E / 63.6, 34.3 | 16 km    |